# The Ward
The Ward (en España, Encerrada) es una película de suspenso y terror de 2010 dirigida por John Carpenter, con guion de Michael y Shawn Rasmussen. Está protagonizada por Amber Heard Danielle Panabaker, Mika Boorem y Jared Harris. Destaca por ser, hasta 2025, la última película dirigida por el cineasta estadounidense creador de influyentes títulos del género como Halloween (1978), The Fog (1980), The Thing (1982) o Vampires (1998).

## Sinopsis
Kristen es una bella pero problemática joven que se encuentra presa, golpeada y drogada en contra de su voluntad en una sala remota de un hospital psiquiátrico. Totalmente desorientada, no recuerda el motivo por el que fue traída al lugar ni recuerda nada acerca de su vida. Otras cuatro chicas, que comparten la sala con ella, están en una situación similar y tampoco le ofrecen respuestas. 
Sin embargo Kristen comenzará a descubrir que las cosas en aquel lugar no son como parecen: el lugar guarda un secreto y por la noche se escuchan ruidos de algo amenazante, extraño y aterrador. Los distintos hechos parecen sugerir que no están solas allí. Una a una las chicas comenzarán a desaparecer y Kristen deberá encontrar la manera de escapar antes de convertirse en otra víctima. Paulatinamente se irá descubriendo la peligrosa verdad sobre el hospital.

## Reparto
- Amber Heard – Kristen
- Danielle Panabaker – Sarah
- Lyndsy Fonseca – Iris
- Jared Harris – Dr. Stringer
- Mamie Gummer – Emily
- Mika Boorem – Alice
- Laura Leigh – Zoey
- Sydney Sweeney – Joven Alice
- Dan Anderson –  Roy
- Susanna Burney – Enfermera Lundt
- Sali Sayler – Tammy
- Mark Chamberlin – Mr. Hudson
- Jillian Kramer – Monster Alice

## Producción

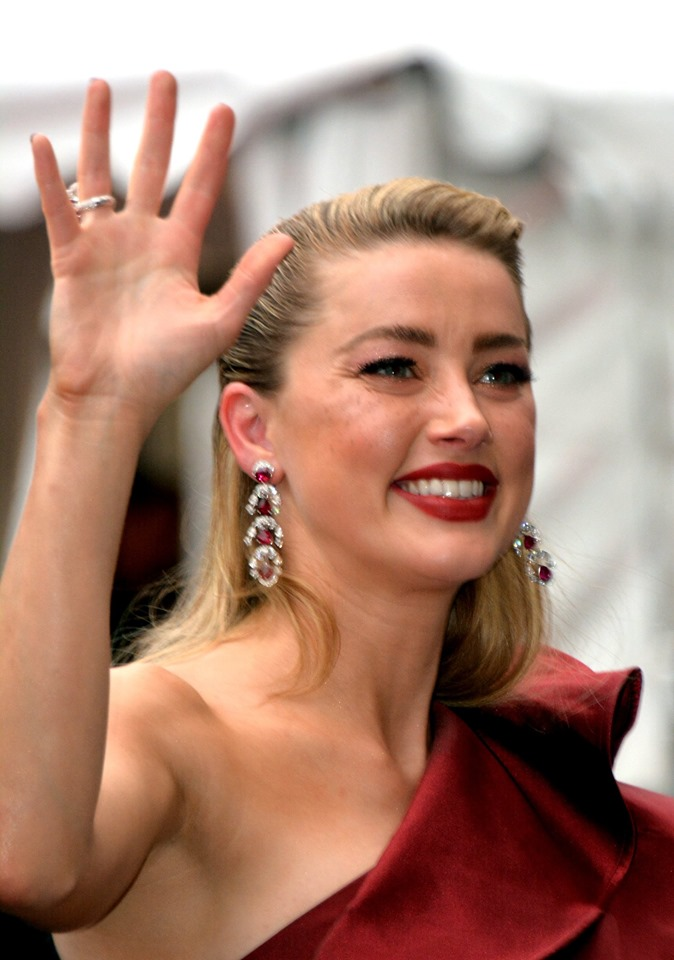
La actriz Amber Heard

Nueve años después de su anterior película (Ghosts of Mars, 2001) en 2009 trascendió la puesta en marcha del proyecto. La película se estrenó el 13 de septiembre de 2010 en el Festival Internacional de Cine de Toronto. El tráiler completo de la película fue lanzado por Warner Bros. el 7 de enero de 2011 y, dos semanas más tarde, fue estrenada en Reino Unido el 21 de enero de 2011.

## Recepción
La película obtiene críticas mayoritariamente negativas entre la crítica especializada y una recepción algo más positiva entre los usuarios de los diferentes portales cinematográficos. En Rotten Tomatoes obtiene una calificación de "fresco" para el 33% de las 72 críticas profesionales realizadas y del 27% de las 12.664 valoraciones de los usuarios del portal. En FilmAffinity tiene una puntuación de 4,8 sobre 10 con 3.981 votos. En IMDb, basándose en 40.174 valoraciones de los usuarios del portal, cuenta con una puntuación de 5,6 sobre 10.

"Carpenter no se adentra en demasía sobre las enfermades psiquiátricas(...) y prefiere divertirse creando una a ratos conseguida atmósfera —a la que echo en falta el apoyo de una banda sonora compuesta por el propio director, quien ha declarado que se sentía demasiado viejo para ello—, y con detalles tan perturbadores como el extraño comportamiento que parecen tener la enfermera y los celadores del hospital —hallazgo derivado de la mencionada utilización del punto de vista—, siempre sugiriendo algo que no existe, jugando con nuestra mente, nunca mejor dicho, de forma bastante lícita"
Alberto Abuín (EspinOf, 2012) 